# Scoturius tigris
Scoturius tigris is een spinnensoort in de taxonomische indeling van de springspinnen (Salticidae).
Het dier behoort tot het geslacht Scoturius. De wetenschappelijke naam van de soort werd voor het eerst geldig gepubliceerd in 1901 door Eugène Simon.